# Myctophum obtusirostre
Myctophum obtusirostre és una espècie de peix de la família dels mictòfids i de l'ordre dels mictofiformes.

## Morfologia
- Els mascles poden assolir 9 cm de longitud total.[4][5]

## Reproducció
És sexualment madur quan arriba als 74 mm de llargària.

## Hàbitat
És un peix marí i d'aigües profundes que viu entre 0-700 m de fondària.

## Distribució geogràfica
Es troba a l'Atlàntic, l'Índic, el Pacífic i el Mar de la Xina Meridional.